# Janusz Tarabuła
Janusz Tarabuła (ur. 1931 w Krakowie) – krakowski malarz. Uprawia malarstwo sztalugowe i monumentalne, rysunek i grafikę.

## Życiorys
Studia ukończył w 1956 roku na Wydziale Malarstwa w Akademii Sztuk Pięknych w Krakowie (dyplom w pracowni Czesława Rzepińskiego). Współzałożyciel Grupy Pięciu, później Grupy Nowohuckiej (1956-61), która odwołuje się do obrazu-przedmiotu, budowanego z „niemalarskich” materii, a staje przeciwko panującemu w akademii postimpresjonizmowi. Od 1961 członek Grupy Krakowskiej. Tarabuła wykonuje w latach 60. obrazy strukturalne o szlachetnych powierzchniach, tworzące z ówczesnej „polskiej biedy” wyrafinowaną estetykę. Ich hieratyczne układy oraz tytuły: „Chusta”, „Szata”, „Światło”, „Wieża”... – świadczą o ukrytych treściach symbolicznych, wiązanych przez krytykę z podłożem filozoficzno-religijnym.
W latach 70. intelektualno-kontemplacyjny charakter malarstwa Tarabuły wzbogacony zostaje o kolor, traktowany jednak bardzo oszczędnie, oraz o motywy geometrii i astronomii.
Lata 80. to dalsze poszerzenie palety i powrót figuracji, niezwykle zresztą umownej. Twórca polichromii kościelnych, m.in. w kościele w Niemysłowicach koło Prudnika (1963).

## Wystawy indywidualne
- 1971 Galeria Krzysztofory, Kraków
- 1973 Galeria P1, Kraków
- 1974 Galeria DESA Pawilon (wspólnie z Adamem Marczyńskim), Kraków
- 1977 Galeria Studio (wspólnie z Danutą i Witoldem Urbanowiczem i Jerzym Wrońskim), Warszawa
- 1978 Galeria ZPAP „ART”, Floriańska 34, Kraków
- 1984 Galeria Les Arcenaulx, Marsylia
- 1985 Galeria Krzysztofory, Kraków
- 1989 Galeria l’Ollave, Lyon
- 1989 Galeria ZPAP, Floriańska 34 (wspólnie z Beatą Gibała-Kapecką), Kraków BWA, Kielce
- 1990 Galeria Krzysztofory, Kraków
- 2025 Muzeum Narodowe w Krakowie  "Janusz Tarabuła. Pamięć", Kraków[1]